# Scytosiphonales
Ordre
Les Scytosiphonales sont un ordre d’algues brunes.
L’ordre des Scytosiphonales est inclus dans l’ordre des Ectocarpales selon AlgaeBase (3 janvier 2020).

## Liste des familles
Selon Catalogue of Life (3 janvier 2020) :
- famille des Scytosiphonaceae

Selon ITIS (3 janvier 2020) :
- famille des Chnoosporaceae
- famille des Scytosiphonaceae

Selon World Register of Marine Species (3 janvier 2020) :
- famille des Chnoosporaceae Setchell & Gardner, 1925